# Seripisut Temiyavet
Seripisut Temiyavet (en thaï : เสรีพิศุทธ์ เตมียาเวส; RTGS : Seriphisut Temiyawet, né comme : Seri Temiyavet; en thaï : เสรี เตมียเวส; né le 3 septembre 1948) est un officier général et un commissaire de police thaïlandais devenu homme politique et leader du Parti libéral thaïlandais.
En 1996, le journaliste Arnaud Dubus rapportait dans un article de Gavroche Thaïlande qu'il était le n°2 du Central Investigation Bureau, le FBI Thaïlandais et qu'il était réputé comme un super-flic incorruptible.